# Pont-sur-Seine
Pont-sur-Seine település Franciaországban, Aube megyében. Lakosainak száma 1117 fő (2022. január 1.). Pont-sur-Seine Barbuise, Crancey, Ferreux-Quincey, Marnay-sur-Seine, Périgny-la-Rose, Saint-Aubin, Saint-Hilaire-sous-Romilly és La Villeneuve-au-Châtelot községekkel határos.

## Népesség
A település népességének változása:
| Lakosok száma | 734  | 994  | 887  | 978  | 1131 | 1147 | 1161 | 1159 | 1160 | 1117 |
|               | 1968 | 1982 | 1990 | 2006 | 2013 | 2015 | 2017 | 2019 | 2020 | 2022 |